# Ladang Panjang (Sungai Gelam)
Ladang Panjang is een bestuurslaag in het regentschap Muaro Jambi van de provincie Jambi, Indonesië. Ladang Panjang telt 6275 inwoners (volkstelling 2010).